# Shun Imamura
Shun Imamura (今村 駿?, Imamura Shun; Yokote, 20 luglio 1987) è un pallavolista giapponese, palleggiatore dei Sakai Blazers.

## Carriera
La carriera di Shun Imamura inizia a livello scolastico e prosegue nella Jutendo University. Fa il suo esordio da professionistica in V.Premier League quando viene ingaggiato nel gennaio 2010 dai Sakai Blazers per sostituire l'infortunato Shuya Kanai, chiudendo il campionato 2009-10 al secondo posto, dietro i Panasonic Panthers, e ricevendo il premio di miglior esordiente; nel 2010 fa il suo esordio anche nella nazionale giapponese.
Nel campionato successivo vince il primo scudetto della propria carriera, battendo in finale i Suntory Sunbirds, mentre esce sconfitto in finale al Torneo Kurowashiki contro i Toray Arrows. Nella stagione 2012-13 vince per la seconda volta lo scudetto, venendo incluso nel sestetto ideale della competizione, e si aggiudica per la prima volta il V.League Top Match, battendo in una combattuta finale i sudcoreani dei Samsung Bluefangs.

## Palmarès

### Club
- Campionato giapponese: 2

2010-11, 2012-13
- V.League Top Match: 1

2013

### Premi individuali
- 2010 - V.Premier League: Miglior esordiente
- 2011 - Campionato asiatico per club: Miglior palleggiatore
- 2013 - V.Premier League: Sestetto ideale